# 1777
Перша наукова революція •  Просвітництво • Глухівський період в історії Гетьманщини •  Російська імперія

## Геополітична ситуація
Османську імперію очолює султан Абдул-Гамід I (до 1789). Під владою османів перебувають Близький Схід та Єгипет, Середземноморське узбережжя Північної Африки, частина Закавказзя, значні території в Європі: Греція, Болгарія та Сербія. Васалами османів є Волощина та Молдова.
Священна Римська імперія охоплює, крім німецьких земель, Угорщину з Хорватією, Трансильванію, Богемію, Північну Італію, Австрійські Нідерланди. Її імператор — Йосиф II (до 1790). Марія-Терезія має титул королеви Угорщини. Королем Пруссії є Фрідріх II (до 1786).
У Франції королює Людовик XVI (до 1792). Франція має колонії в Північній Америці та Індії. В Іспанії править Карл III (до 1788). Королівству Іспанія належать південь Італії, Нова Іспанія, Нова Гранада та Віцекоролівство Перу, Внутрішні провінції та Віцекоролівство Ріо-де-ла-Плата в Америці, Філіппіни. У Португалії королює Жозе I (до 1777). Португалія має володіння в Бразилії, в Африці, в Індії, в Індійському океані й Індонезії.
На троні Великої Британії сидить Георг III (до 1820). Британія має колонії в Північній Америці, на Карибах та в Індії. У Північноамериканських колоніях Британії триває війна за незалежність. Тринадцять колоній проголосили Декларацію незалежності й утворення Сполучених Штатів.
Північ Нідерландів займає Республіка Об'єднаних провінцій. Вона має колонії в Північній Америці, Індонезії, на Формозі та на Цейлоні. Король Данії та Норвегії — Кристіан VII (до 1808), на шведському троні сидить Густав III (до 1792). На Апеннінському півострові незалежні Венеціанська республіка та Папська область. Король Речі Посполитої — Станіслав Август Понятовський (до 1795). У Російській імперії править Катерина II (до 1796).
Україну розділено між трьома державами. Королівство Галичини та Володимирії належить Австрії. По Дніпру проходить кордон між Річчю Посполитою та Російською імперією. Лівобережна частина розділена на Малоросійську, Новоросійську та Слобідсько-Українську губернії. Задунайська Січ існує під протекторатом Османської імперії. Незалежне Кримське ханство, якому підвладна Ногайська орда.
В Ірані править династія Зандів.
Значними державами Індостану є Імперія Великих Моголів, Імперія Маратха. Зростає могутність Британської Ост-Індійської компанії. У Китаї править Династія Цін. У Японії триває період Едо.

## Події

### У світі

Прапор США 1777 (Прапор Бетсі Росс)

- 2 січня сили генерала Джорджа Вашингтона відбили атаку британців у другій битві при Тентоні.
- 3 січня американці здобули перемогу в битві біля Принстона.
- 15 січня Вермонт проголосив незалежність від Нью-Йорка, утворилася Республіка Вермонт. У 1791-му Вермонт увійде до США чотирнадцятим штатом.
- 13 квітня британські та гессенські війська завдали поразки Континентальній армії у битві на Баунд-Брук.
- 24 лютого помер король Португалії Жозе I. Трон успадкували донька Жозе Марія I та її чоловік Педру III.
- 13 червня до американських патріотів приєднався французький офіцер маркіз Лафаєт.
- 14 червня Континентальний Конгрес затвердив державний прапор США.
- 8 липня підписана конституція Республіки Вермонт, у якій було ліквідовано рабство.
- 26 вересня британці захопили Філадельфію. Другий Континентальний конгрес перебрався в Ланкастер, а потім у Йорк.
- 7 жовтня американці здобули значну перемогу над британцями у битві під Саратогою.
- 15 листопада Континентальний конгрес схвалив Статті Конфедерації, що послужили Сполученим Штатам першою конституцією.
- Іспанія та Португалія підписали договір у Сан-Ільдефонсо, за яким Сім східних місій припинили існування.
- Негусом Ефіопії став Саломон II.

### Наука та культура
- Леонард Ейлер запровадив позначення i для уявної одиниці.
- Відбулася прем'єра п'єси «Школа лихослів'я» Річарда Шерідана.
- Вольфганг Амадей Моцарт покинув свою посаду при зальцбурзькому дворі, написав концерт для фортепіано з оркестром № 9.
- У Лейпцизі відбулася постановка п'єси «Буря і натиск» Фрідріха Максиміліана Клінгера, яка дала назву напрямку в німецькій літературі.
- Почалася публікація другого видання Енциклопедії Британіки.

### Засновані
- Республіка Вермонт
- Ярославська губернія
- Сан-Хосе

### Зникли
- Джорджія (провінція)
- Сім східних місій

## Народились
Дивись також Категорія:Народились 1777
- 30 квітня — Карл Фрідріх Гаус, німецький математик і астроном
- 23 липня — Філіп Отто Рунге, — німецький художник і теоретик, один з лідерів романтизму в німецькому образотворчому мистецтві.
- 14 серпня — Ганс Крістіан Ерстед, данський фізик
- 5 жовтня — Гійом Дюпюїтрен, французький анатом та військовий хірург, відомий найбільше завдяки контрактурі Дюпюїтрена.

## Померли
Дивись також Категорія:Померли 1777
- 25 вересня — Йоганн Генріх Ламберт, німецький фізик, астроном, математик і філософ